# جوزپه پئانو
جوزپه پِئانو (به ایتالیایی: Giuseppe Peano) (زادهٔ ۲۷ اوت ۱۸۵۸ – درگذشتهٔ ۲۰ آوریل ۱۹۳۲) ریاضی‌دان ایتالیایی بود که فعالیت‌هایش در فلسفه نیز اثرگذار بوده است. پئانو از بنیان‌گذاران منطق ریاضی و نظریه مجموعه‌ها بود و بیش از ۲۰۰ کتاب و مقاله از خود به جا گذاشته است.
بخشی از نظریات منطق پئانو در کتاب مبادی ریاضیات اثر برتراند راسل و آلفرد نورث وایتهد اقتباس شده‌است.